# Closterium cuspidatum
Closterium cuspidatum  là một loài Song tinh tảo trong họ Desmidiaceae, thuộc chi Closterium.